# Saint-Remy-sous-Barbuise
Saint-Remy-sous-Barbuise és un municipi francès situat al departament de l'Aube i a la regió del Gran Est. L'any 2007 tenia 165 habitants.

## Demografia

### Població
El 2007 la població de fet de Saint-Remy-sous-Barbuise era de 165 persones. Hi havia 63 famílies de les quals 15 eren unipersonals (10 homes vivint sols i 5 dones vivint soles), 14 parelles sense fills, 29 parelles amb fills i 5 famílies monoparentals amb fills.
La població ha evolucionat segons el següent gràfic:
Habitants censats

### Habitatges
El 2007 hi havia 73 habitatges, 62 eren l'habitatge principal de la família, 8 eren segones residències i 3 estaven desocupats. 71 eren cases i 2 eren apartaments. Dels 62 habitatges principals, 56 estaven ocupats pels seus propietaris, 5 estaven llogats i ocupats pels llogaters i 1 estava cedit a títol gratuït; 4 tenien dues cambres, 8 en tenien tres, 17 en tenien quatre i 33 en tenien cinc o més. 44 habitatges disposaven pel capbaix d'una plaça de pàrquing. A 27 habitatges hi havia un automòbil i a 29 n'hi havia dos o més.

### Piràmide de població
La piràmide de població per edats i sexe el 2009 era:
| Homes | Edats   | Dones |
| ----- | ------- | ----- |
| 0     | 95 o +  | 0     |
| 0     | 90 a 94 | 0     |
| 4     | 85 a 89 | 0     |
| 0     | 80 a 84 | 0     |
| 4     | 75 a 79 | 0     |
| 0     | 70 a 74 | 0     |
| 4     | 65 a 69 | 4     |
| 8     | 60 a 64 | 4     |
| 0     | 55 a 59 | 0     |
| 4     | 50 a 54 | 8     |
| 4     | 45 a 49 | 4     |
| 0     | 40 a 44 | 4     |
| 12    | 35 a 39 | 4     |
| 8     | 30 a 34 | 4     |
| 0     | 25 a 29 | 8     |
| 8     | 20 a 24 | 4     |
| 4     | 15 a 19 | 0     |
| 4     | 10 a 14 | 0     |
| 8     | 5 a 9   | 4     |
| 4     | 0 a 4   | 8     |

## Economia
El 2007 la població en edat de treballar era de 115 persones, 96 eren actives i 19 eren inactives. De les 96 persones actives 87 estaven ocupades (45 homes i 42 dones) i 8 estaven aturades (2 homes i 6 dones). De les 19 persones inactives 8 estaven jubilades, 5 estaven estudiant i 6 estaven classificades com a «altres inactius».

### Ingressos
El 2009 a Saint-Remy-sous-Barbuise hi havia 60 unitats fiscals que integraven 166 persones, la mediana anual d'ingressos fiscals per persona era de 20.692 €.

### Activitats econòmiques
Dels 3 establiments que hi havia el 2007, 1 era d'una empresa de fabricació d'altres productes industrials i 2 d'empreses de construcció.
L'únic servei als particulars que hi havia el 2009 era un electricista.
L'any 2000 a Saint-Remy-sous-Barbuise hi havia 10 explotacions agrícoles que ocupaven un total de 880 hectàrees.

## Poblacions més properes
El següent diagrama mostra les poblacions més properes.